# Astragalus irmingardis
Astragalus irmingardis är en ärtväxtart som beskrevs av Dieter Podlech. Astragalus irmingardis ingår i släktet vedlar, och familjen ärtväxter. Inga underarter finns listade i Catalogue of Life.